# Quân chủ thế tập
Quân chủ thế tập là một chế độ mà ngai vàng được truyền từ một thành viên của Hoàng gia đến cho một thành viên Hoàng gia khác với điều kiện là quốc vương có thẩm quyền, không bị áp chế, và duy trì một địa vị hoàng gia thích hợp, nó cũng có thể biểu hiện những yếu tố ổn định về đặc tính phổ biến và lòng trung thành đối với gia đình hoàng gia. Những bất lợi chính là người thừa kế có thể không đủ năng lực để trị vì. Nhược điểm khác là sự không thể chọn được người đứng đầu đất nước theo ý muốn của một dân tộc.
Về mặt lý thuyết, khi nhà vua hoặc nữ hoàng của một chế độ quân chủ thế tập chết hoặc thoái vị, vương miện thường được truyền cho các thế hệ tiếp theo của gia đình hoàng tộc. Nếu một vị vua hoặc nữ hoàng không có một người con đủ năng lực để kế thừa ngai vàng, vương miện có thể được trao cho anh chị em hoặc những người thân khác của vị vua hoặc nữ hoàng đó, theo một trật tự định sẵn của việc kế thừa, thường được quy định trong pháp luật. Quá trình này thiết lập việc ai sẽ là vị vua tiếp theo và tránh các tranh chấp giữa các thành viên của gia đình hoàng gia.
Trong hầu hết các chế độ quân chủ hiện tại, thứ tự điển hình của việc thừa kế được dựa trên hình thức quyền con trưởng.
Về phương diện lịch sử, đã có sự khác biệt trong hệ thống kế thừa, chủ yếu xoay quanh câu hỏi liệu việc kế thừa có giới hạn là chỉ có nam giới mới được kế thừa, hoặc nếu nữ cũng có đủ điều kiện (trong lịch sử, vương miện thường được giao cho người con trai đầu, vì khả năng để dẫn dắt một đội quân trong trận chiến là một điều kiện cần thiết khi làm vua). Sự kế thừa họ nội là những hệ thống mà trong đó, phụ nữ không được phép kế thừa ngai vàng và cũng không được phép để những người con trai của họ kế thừa ngai vàng. Còn sự kế thừa huyết thống là hệ thống mà trong đó cho phép cả nam lẫn nữ trở thành những người thừa kế ngai vàng.